# 馬丘蘇奇科奇山
14°45′S 69°12′W / 14.750°S 69.200°W
馬丘蘇奇科奇山（Machu Such'i Qhuchi），是玻利維亞的山峰，位於該國拉巴斯省，屬於安第斯山脈中阿波洛班巴山脈的一部分，處於蘇切斯湖以東，海拔高度5,679米。